# Гари (Богородский район)
Гари — деревня в Богородском районе Нижегородской области. Входит в состав Каменского сельсовета.
Насчитывается несколько улиц: Нагорная, Родниковая, Просторная, Светлая. В деревне есть несколько родниковых ключей, которые бьют круглый год. Температура воды в них +5 градусов.

## География
Находится в 23 км от Богородска и в 36 км от Нижнего Новгорода по направлению автомобильной дороги федерального значения Р158 «Нижний Новгород - Саратов ".

## История

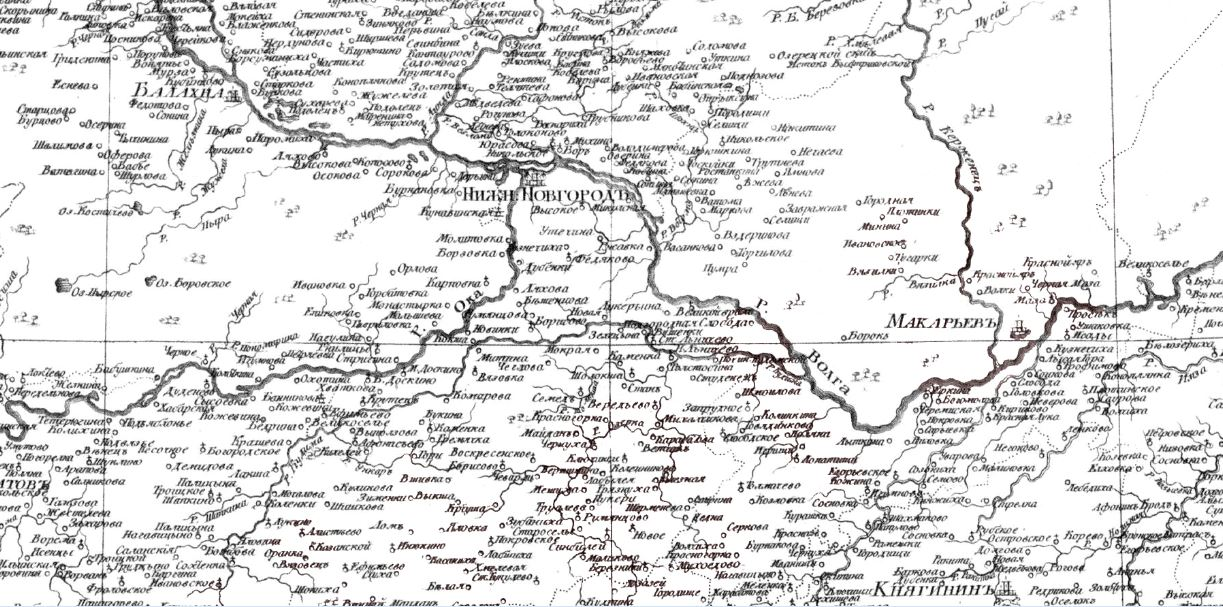
Карта Нижегородского наместничества

Деревня Гари (Богородский район) отмечена на карте Нижегородского Наместничества датируемая 1792 годом.
В «Списке населенных мест» Нижегородской губернии по данным за 1859 год значится как владельческая деревня при речке Ункоре в 28 верстах от Нижнего Новгорода. В деревне насчитывалось 55 дворов и проживал 443 человека (205 мужчин и 238 женщин).
В советские годы, в деревне Гари находилась животноводческая ферма (фундамент которой сохранился), начальная школа (снесена), медицинский пункт, пожарная часть и даже танцевальный клуб. Сохранились остатки автомобильного моста через реку Ункор. (В данный момент не эксплуатируется)

## День деревни

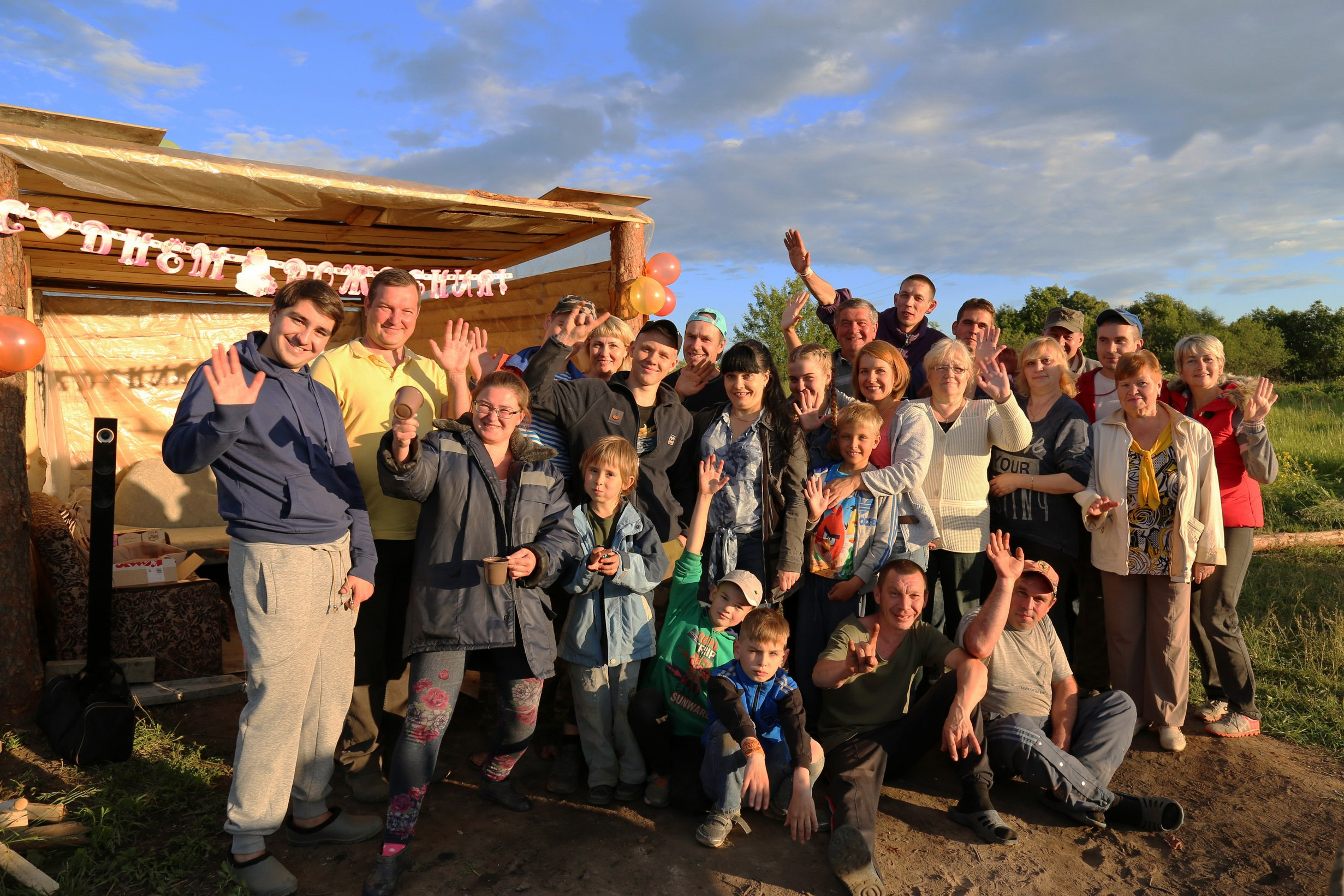
День деревни Гари 2017

День деревни Гари ежегодно отмечается в ближайшую субботу ко дню Летнего солнцестояния.

## Герб

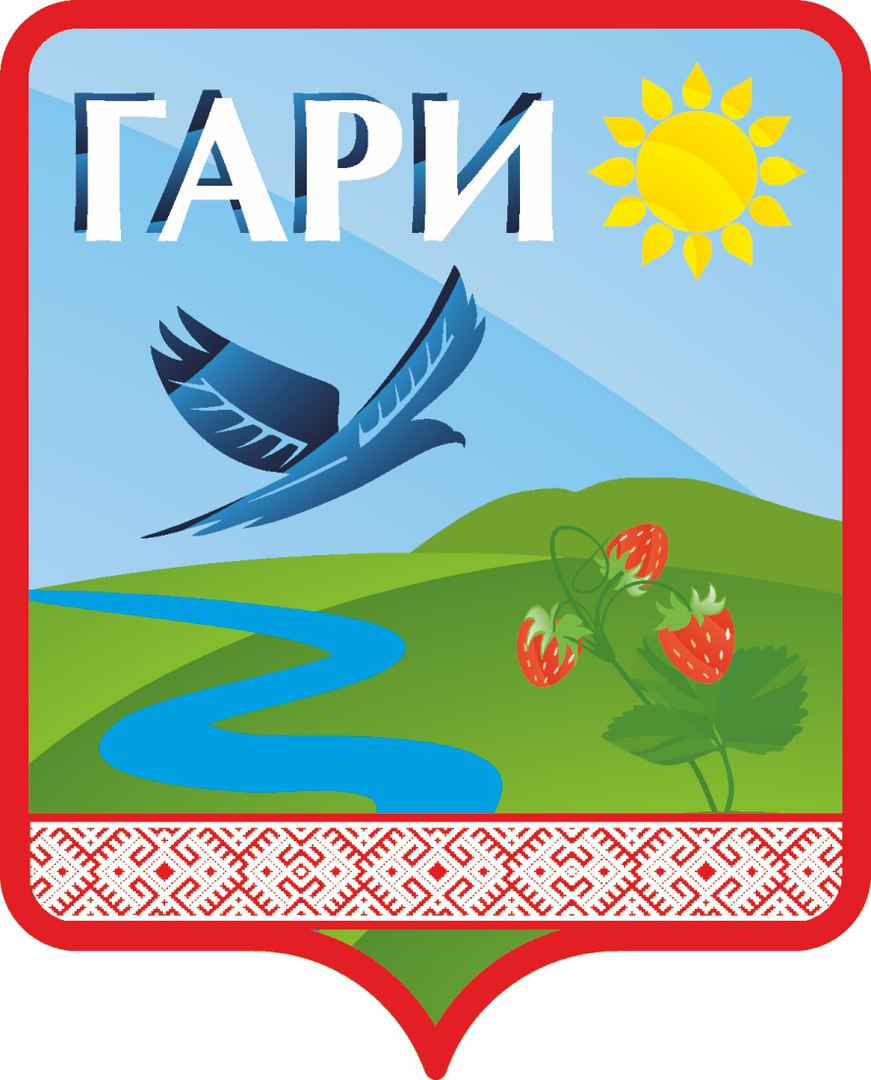
Герб деревни Гари (Богородский район)

Неофициальный Герб деревни Гари, созданный самими жителями. На нем изображено название деревни, Солнце - как олицетворение летнего тепла, ясное небо, пролетающая птица, река Ункор, гора "Панда" - как одна из самых высоких точек Богородского района (Нижегородская область), и конечно, Земляника зелёная, или как ее еще называют - Полуни́ца, или Клубника луговая, которая обильно произрастает на той самой горе "Панде". Интересно и то, что жители деревни Гари называют эту ягоду - Крупляника.

## Население
| 1999 | 2002 | 2010 |
| ---- | ---- | ---- |
| 45   | ↘35  | ↘13  |

Национальный состав
Согласно результатам переписи 2002 года, в национальной структуре населения русские составляли 100 % из 35 человек..

## Транспорт
Через деревню Гари проходит Горьковская железная дорога (ГЖД). Железнодорожная станция "Разъезд 310 километр" Арзамасского направления. Пассажирские электрички курсируют ежедневно, время в пути от Нижнего Новгорода составляет примерно один час.
Альтернативный вариант общественного транспорта представлен одним пригородным автобусным маршрутом № 208 Щербинки (Нижний Новгород) - Каменки. Однако, ближайшая автобусная остановка от деревни Гари находится в 9 километрах.